# اببتسکرسول
اببتسکرسول (به انگلیسی: Abbotskerswell) یک روستا و محله مدنی در بریتانیا است که در Teignbridge واقع شده‌است. اببتسکرسول ۱٬۲۶۷ نفر جمعیت دارد.